# РНК интерференција
Интерференција РНК је биолошки процес где молекули РНК инхибирају експресију гена, односно смањују синтезу протеина или неког другог генског продукта.

## Увод
Рибонуклеинска киселина (или скраћено РНК) је врста нуклеинске киселине која се састоји од ковалентно повезаних нуклеотида. Сваки нуклеотид се састоји од азотне базе, шећера – пентозе и фосфатне групе. Молекул РНК је сличан молекулу ДНК, али постоје одређене разлике. Разлика између молекула РНК и ДНК, јесте то што молекул РНК чини само један ланац, док ДНК чине два. Такође, постоји разлика и у врсти шећера и азотне базе која изграђује нуклеотид. Код молекула РНК шећер који изграђује нуклеотид се назива рибоза, док код молекула ДНК дезоксирибоза, док азотна база која изграђује нуклеотид код ДНК је тимин, а код РНК на њено место долази урацил. Постоје три основна типа РНК:
1. информациона РНК (иРНК) – представља генетички кода синтезу полипептидних ланаца;
2. рибозомска РНК (рРНК) – представља саставни део рибозома и нуклеолуса (једарцета) и
3. транспортна РНК (тРНК) – представља преводиоца генетичког кода у процесу биосинтезе полипептида.[1]

## Утицај РНК интерференције
РНК интерференција може утицати на:
1. инхибицију транслације;
2. деструкција РНК и
3. транскрипционо утишавање промотора за циљну РНК.

## Типови
Два типа малих некодирајућих РНК које су централне за РНК интерференцију су – мала интерферирајућа РНК (сиРНК) и микроРНК (миРНК). Кратке дволанчане РНК (стРНК) су откривене у експерименталним условима деведесетих година 20. века, тако што је једна врста ваљкастих црва третирана дволанчаним РНК молекулима. Њихова улога се огледа у регулацији многих физиолошких функција адултних црва. Такође, стРНК је откривена и код биљака где се њихова улога огледа у томе да један ген утишава своју хомологу копију. Осим тога, РНК интерференција код биљака има улогу и у деструкцији РНК молекула који се налази у вирусима. Механизам на који функционише РНК интерференција је слична, без обзира на врсту мале РНК.

## Праћење и анализа
РНК интерференцију је могуће пратити и анализирати у експрименталним условима. Када унесемо одговарајћу количину молекула дволанчане РНК у цитоплазму ћелије, ови молекули долазе у контак са ензимом Дицер који их сече на фрагменте величине 23 нуклеотида. Ове мале дволанчане РНК које су настале у овом процесу се називају сиРНК. Ове мале интерферирајуће РНК (сиРНК) имају функцију у одбрани од вируса, контроли транспозона и регулацији експресије гена.
Даље, ове сиРНК ступају у контакт са РИСЦ комплексом, односно комплексом различитих протеина од којих један припада Аргонаут фамилији и за кога се верује да интерагује са молекулом РНК. Тада долази до денатурације дволанчане сиРНК на АТП зависан начин. Након денатурације, један ланац сиРНК селективно се инкорпорира у РИСЦ комплекс.
Активирани РИСЦ једноланчаном РНК врши инхибицију експресије:
1. инхибицијом транслације хомологе иРНК;
2. деструкцијом хомологе иРНК и
3. директом блокадом експресије гена модификацијом хроматина.
За ефикасну активацију РИСЦ комплекса и инхибицију експресије је показано, да је довљна и мала количина дволанчане РНК. Сматра се да је за механизам који лежи у основи ове ефикасности одговорна РНК – зависна РНК полимераза која може бити саставни део РИСЦ комплекса.

## Микро РНК (миРНК)
Друга врста малих РНК, односно микроРНК (миРНК) идентификована је код биљака, ваљкастих црви (лат. Ц. елеганс) сисара и човека. Механизам на који начин микроРНК врши инхибицију експресије гена је слична као и код сиРНК. Величина микроРНК износи 21-22, а настају од прекурзора. Анализа генома на ваљкастим црвима показала је да прекурзоре микроРНК кодира 120 гена. Код човека тај број износи 250 гена. Експремирају се на регулисани начин, а њихови таргети су углавном иРНК које се кодирају протеине са важном функцијом у току развића. Прекурзорна микроРНК се обрађује у једру под дејством ензима Дросха. Пре-миРНК се транспортује из једра у цитоплазму помоћу нуклео-цитоплазматског карго протеина где постаје мета Дицер ензима. Формирани миРНК дуплекси активирају РИСЦ комплекс који врши утишавање ескпресије гена.

## Закључак
За откриће феномена РНК интерференције, заслужан су Ендри З. Фаир, амерички професор патологије и генетике и Каигн Ц. Мело. Такође, 2006. године њихово откриће је награђено Нобеловом наградом за физиологију и медицину. Данас, РНК интерференција представља основ нових истраживања генске – антисенс терапије хуманих обољења. Примарно, то се односи на малигне болести и вирусне инфекције (ХИВ, Хепатитис Б, Хепатитис Ц, итд).